# Kohlekraftwerk Longyear
Das Kohlekraftwerk Longyear war das einzige Kohlekraftwerk Norwegens und lag als das weltweit nördlichste Kohlekraftwerk in Longyearbyen auf der Insel Spitzbergen. Die 1983 errichtete Kraftwerksanlage war als Kraft-Wärme-Kopplung mit einer installierten Leistung von 28 MW ausgeführt und lieferte neben maximal 12 MW an elektrischer Energie zusätzlich 16 MW an Fernwärme für die das Kraftwerk umgebende Ortschaft Longyearbyen.
Im Jahr 2023 wurde das Kohlekraftwerk Longyear stillgelegt.

## Betrieb
Die für den Betrieb des Kraftwerks nötige Kohle wurde aus der Mine 7 (2025 aufgegeben) der Store Norske Spitsbergen Kulkompani gewonnen. Es wurden pro Jahr ca. 25.000 Tonnen Steinkohle im Kohlekraftwerk verbrannt, was ca. einem Drittel bis der Hälfte der geförderten Kohlemenge aus der Mine 7 entspricht. Das Kohlekraftwerk versorgte neben der Ortschaft Longyearbyen auch alle umliegenden Einrichtungen wie die Kohlemine und den Flughafen Longyearbyen. Das elektrische Stromnetz in Spitzbergen war aufgrund der isolierten Lage als sogenanntes Inselnetz ausgeführt und wies keine Außenverbindung auf. Da bei einer Störung im Kraftwerk somit keine Stromlieferungen von außen erfolgen können, standen im Inselnetz zusätzlich drei mit Diesel betriebene Notstromaggregate mit je 2 MW zur Verfügung.
Die Kraftwerksanlage bestand aus zwei getrennten Heizkesseln zur Verfeuerung der Kohle, zusätzlich konnte zur Fernwärmegewinnung bei extremer Kälte ein Heizölkessel zugeschaltet werden. Zur elektrischen Energiegewinnung stehen zwei Dampfturbinen und zwei elektrische Generatoren mit je 7 MW zur Verfügung. Das Stromnetz in Longyearbyen war wegen der vergleichsweise kleinen Ausdehnung als ein Mittelspannungsnetz ausgeführt und wurde mit einer Nennspannung von 10,6 kV betrieben.